# Артьоменко Олександр Петрович
Олександр Петрович Артьоменко (нар. 19 січня 1987, Сімферополь, Кримська область, УРСР) — український та російський футболіст, нападник.

## Життєпис
У дитячо-юнацькій футбольній лізі України виступав за сімферопольське училище олімпійського резерву (УОР).
Взимку 2005 року потрапив у дубль «Таврії». Влітку 2006 року був відданий в річну оренду красноперекопському «Хіміку», клуб виступав у Другій лізі. Взимку 2008 року повернувся в «Таврію». В основі «Таврії» в чемпіонаті України дебютував 25 жовтня 2008 року в матчі проти київського «Динамо» (1:3), Артеменко розпочав матч в основі, але на 71 хвилині був замінений на Володимира Бурдулі. У наступному матчі 2 листопада 2008 року відзначився голом, у матчі проти ФК «Львів» (2:4), у ворота Мар'яна Марущака в додатковий час. Влітку 2009 року був відданий в оренду ужгородському «Закарпаттю». У Прем'єр-лізі за «Закарпаття» провів 10 матчів. У грудні 2009 року повернувся в «Таврію».
Після окупації Росією Криму отримав російське громадянство. У лютому 2015 року став гравцем сімферопольського ТСК, який виступав у чемпіонаті окупованого Криму. У квітні 2015 року залишив ТСК. Влітку 2015 приєднався до клубу «Євпаторія».
У лютому 2016 року перейшов у керченський «Океан» (Керч). З 2017 року захищав кольори «Кизилташу» (Ялта).